# Candon
Candon is een stad in de Filipijnse provincie Ilocos Sur op het eiland Luzon. Bij de laatste census in 2010 telde de stad bijna 58 duizend inwoners.

## Geografie

### Bestuurlijke indeling
Candon is onderverdeeld in de volgende 42 barangays:
| - Allangagigan-1st - Allangagigan-2nd - Amguid - Ayudante - Bagani-Campo - Bagani-Gabor - Bagani-Tocgo - Bagani-Ubog - Bagar - Balingaoan - Bugnay - Calao-an - Calongbuyan - Caterman | - Cubcubbuot - Darapidap - Langlangca-1st - Langlangca-2nd - Oaig-Daya - Palacapac - Paras - Parioc-1st - Parioc-2nd - Patpata-1st - Patpata-2nd - Paypayad - Salvador-1st - Salvador-2nd | - San Agustin - San Andres - San Antonio - San Isidro - San Jose - San Juan - San Nicolas - San Pedro - Santo Tomas - Tablac - Talogtog - Tamurong-1st - Tamurong-2nd - Villarica |

## Demografie
Candon had bij de census van 2010 een inwoneraantal van 57.884 mensen. Dit waren 1.614 mensen (2,9%) meer dan bij de vorige census van 2007. Ten opzichte van de census van 2000 was het aantal inwoners gegroeid met 7.320 mensen (14,5%). De gemiddelde jaarlijkse groei in die periode kwam daarmee uit op 1,36%, hetgeen lager was dan het landelijk jaarlijks gemiddelde over deze periode (1,90%).

De bevolkingsdichtheid van Candon was ten tijde van de laatste census, met 57.884 inwoners op 103,28 km², 560,5 mensen per km².

## Geboren in Candon
- Isabelo Abaya (1854), leider Filipijnse revolutie (overleden 1899);
- Edmundo Abaya (19 januari 1929), rooms-katholieke aartsbisschop (overleden 2018).